# アドリア海の復讐
『アドリア海の復讐』（アドリアかいのふくしゅう、原題 仏: Mathias Sandorf ）は、1885年11月19日に刊行されたジュール・ヴェルヌの海洋冒険小説。

## 概要
A.デュマ『モンテ・クリスト伯』の翻案小説で、オーストリア帝国に舞台を移している。1885年6月16日から9月20日にかけて "Le Temps" 紙に連載された。同年11月に出版された。
1994年1月『青春アドベンチャー』でラジオドラマが放送された。

## あらすじ
1867年、トリエステ（当時はオーストリア領）で伝書鳩から謎の暗号文が見つかる。鳩の向かう先がマジャル人富豪のサンドルフ伯爵であることから怪しんだ発見者のサルカニーとツィローネは、サンドルフ伯爵には何かやましいことがあると察する。そこで、密告で大金を手に入れるため、仲間のシーラシュ・トロンタルと組んでこれを調べ上げ、証拠を押さえるべく真面目そうな使用人になってサンドルフ伯爵の屋敷に潜入し、暗号解読に使う紙を見つけて写し、さっそくオーストリア警察に密告する。
サンドルフ伯爵はハンガリーの独立運動に関わっており、もう計画はあと少しで流血沙汰を避けてハンガリーが自治権を手に入れられる流れになるところまで進行していた。しかしこの密告が元で、サンドルフ伯爵・バートリ教授・ザトマール伯爵は逮捕され、反逆罪で死刑が決まる。3人ともに死は覚悟していたものの、自分たちが「最近雇われただけの使用人」として巻き込まないように庇ったサルカニーらが自分たちを陥れたと知って激怒し、復讐のために脱走を決意する。しかし脱走はうまくいかず、ザトマールは牢屋から出られず、逃げられたバートリも彼とサンドルフを庇った漁師アンドレア・フェラートと共に別の密告者カルペナによって逮捕されてしまう。ザトマールとバートリは銃殺され、フェラートは終身刑の末獄死、ただ一人サンドルフ伯爵だけは嵐の海に消えて生死不明となる。彼らの遺族も家族の死に目に会えなかったり、働き手を亡くし路頭に迷うなど、悲惨な運命をたどる（以上第1部）。
それから15年後、ラグサ（現在のドゥブロヴニク）にアンテキルト博士と名乗る医者が現れる。彼こそは、嵐の海から生還してオスマン帝国に逃げのびたサンドルフ伯爵だった。ハンガリーの自治獲得は、生き残った他の同志によって平和的に行われていた（アウスグライヒ）。一方、父親の失踪後に残されていたサンドルフ伯爵家の一人娘は事故で亡くなったと知った彼は、自分たちを密告したサルカニーたちへの復讐をするために戻って来たのである。しかし運命とは皮肉なもので、かつての同志バートリの息子は復讐対象のトロンタルの娘（彼女やトロンタル夫人は善人であった）に惚れている。そしてサルカニーは、またもや金目当てで過去の悪行の片棒を種にトロンタルを脅して、彼の娘を妻にしようともくろむ。
アンテキルト博士（＝サンドルフ伯爵）には医学知識や、それで手に入れた資金を元に作った科学技術の粋を集めた船といった道具、そして彼を慕う仲間もいるが、対するサルカニーも北アフリカの過激派などに顔が利くので一筋縄ではいかない。こうして当初は個人同士の復讐だった対決は次第に激しくなり、ついには紛争レベルにまでなっていく。

## 登場人物
- マーチャーシュ・サンドルフ伯爵 (Mathias Sandorf)　- この物語の主人公、マジャル人貴族。
- エチェーヌ・バートリ教授 (Etienne Bathory)　- サンドルフ伯爵の同士
- ラディシュラシュ・ザトマール伯爵 (Ladislas Zathmar)　- サンドルフ伯爵の同士
- サルカニー (Sarcany) - 元は食い詰めたごろつきだったが、様々な悪知恵を働く男で、金のためサンドルフ伯爵を密告する。
- ツィローネ (Zirone) - サルカニーの相棒。
- シーラシュ・トロンタル (Silas Toronthal) - 銀行家でサルカニーたちの片棒を担ぐ。妻は普通に優しい人物。
- アンドレア・フェラート (Andréa Ferrato) - 反オーストリア感情の強い村に住む漁師。脱走したサンドルフ伯爵たちを匿う。
- マリア (Maria Ferrato) - アンドレアの娘。弟にリュイジ (Luigi) がいる。
- カルペナ - アンドレアたちと同じ村に住む男（ただし生まれはスペイン）。一方的にマリアに言い寄り、アンドレアに断られたという理由で村の意見を無視してサンドルフたちを密告する。
- ピエール (Pierre Bathory) - バートリ教授の息子。サヴァに惚れている。
- サヴァ - トロンタル家の一人娘。母親によるとシーラシュの子ではないという。
- とんがりペスカード - 軽業師。空腹で困っていた際、成り行きでアンテキルト博士を助けて感謝され、仲間になる。
- 大山マティフー - ペスカードの相棒の怪力男。同じくアンテキルト博士の仲間になる。

## 日本語訳
- 『アドリア海の復讐』金子博 訳、「ヴェルヌ全集13・14」集英社、1968年。選書判（全24巻）
- 『アドリア海の復讐』金子博 訳、集英社文庫（上・下）、1993年
- 『シャーンドル・マーチャーシュ　地中海の冒険』（上・下）
三枝大修 訳、幻戯書房〈ルリユール叢書〉、2023年。エッツェル版の原書・挿画全点を収録